# Urupá
Urupá, maleno indijansko pleme iz bazena rijeke Madeire duž rijeka Urupá i Javari u Rondoniji, Brazil. najbliži srodnici su im Pakaanova s kojima pripadaju porodici čapakura. 
Nekontaktirani su ostali sve do 1730.-tih kada na njihov teritorij prodiru tragači za zlatom koji su sa sobom donesli razne bolesti i epidemije. U ranom 20. stoljeću dolaze i sakupljači gume koji su ih doveli do ruba uništenja. Danas ih je jpš preostalo oko 150, podijeljenih u dvije grupe, jedna živi raštrkano duž rijeke Urupá, a druga na vladinoj indijanskoj postaji na gornjem toku rijeke Jamari.